# .tm
.tm è il dominio di primo livello nazionale assegnato al Turkmenistan.
È amministrato dalla società britannica .TM Domain Registry.